# Brittiska Superbike 2003
Brittiska Superbike 2003 vanns av Shane Byrne och Ducati. Han imponerade genom att även vinna två tävlingar som wildcard i Superbike-VM samma år.

## Slutställning
| Plats | Förare         | Poäng |
| ----- | -------------- | ----- |
| 1     | Shane Byrne    | 488   |
| 2     | John Reynolds  | 358   |
| 3     | Michael Rutter | 289   |
| 4     | Glen Richards  | 255   |
| 5     | Sean Emmett    | 246   |
| 6     | Steve Plater   | 245   |